# Trzebiegoszcz (struga)
Trzebiegoszcz – struga na Pojezierzu Drawskim, w województwie zachodniopomorskim; prawy dopływ Perznicy.
Struga ma źródła ok. 0,7 km na zachód od osady Łozice-Cegielnia, skąd płynie w kierunku zachodnim. Uchodzi do Perznicy ok. 0,9 km na wschód od wsi Zwartowo.
Obszar doliny Trzebiegoszczy należy do specjalnego obszaru ochrony siedlisk "Dorzecze Parsęty".
Nazwę Trzebiegoszcz wprowadzono urzędowo w 1948 roku, zastępując poprzednią niemiecką nazwę Triebgust Fluß.